# Les cinquante de Fukushima
« Fukushima 50 » redirige ici. Pour le film, voir Fukushima 50 (film).

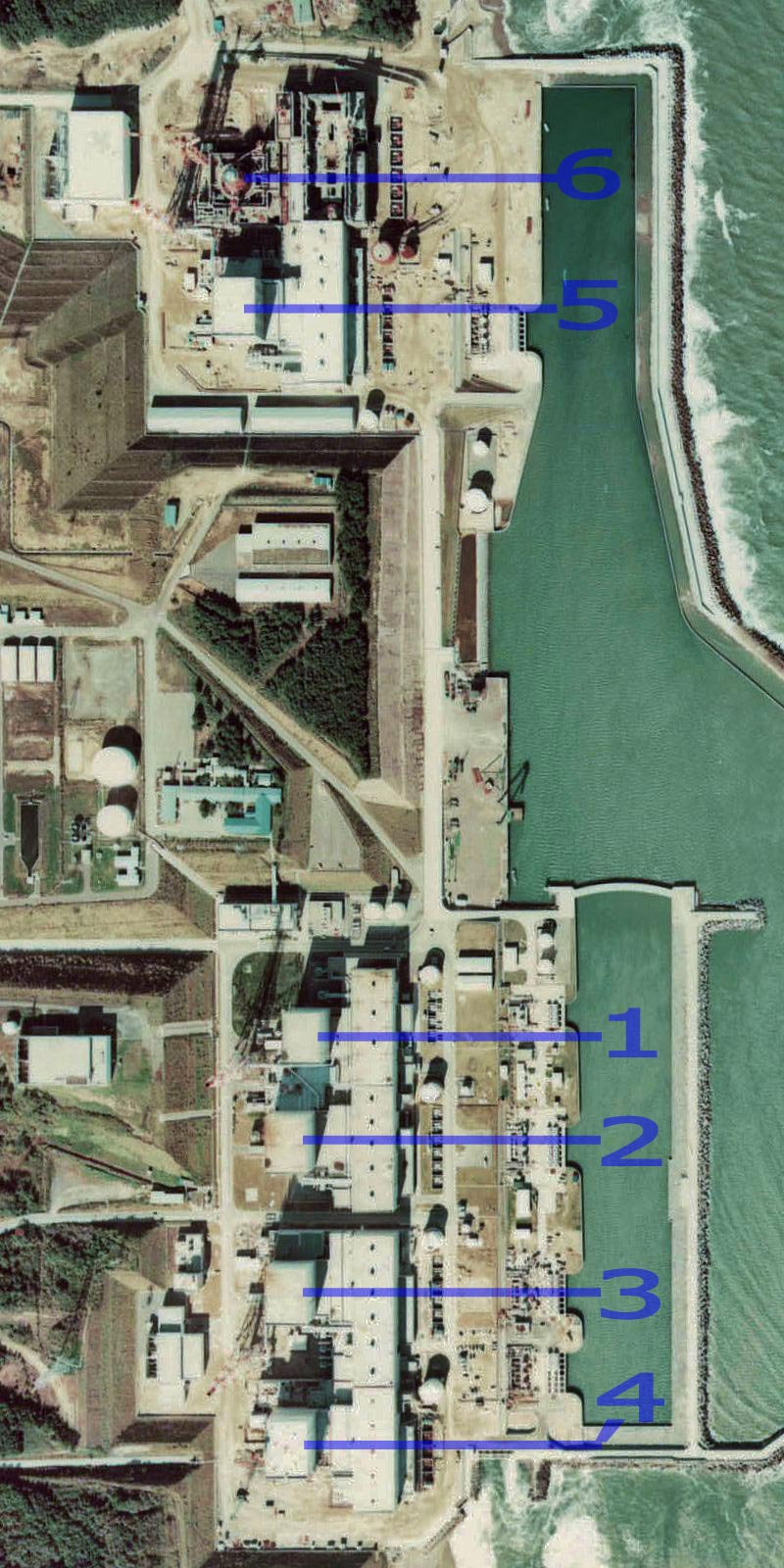
Image satellite de la Centrale nucléaire de Fukishima I où les cinquante de Fukushima étaient astreints à stabiliser les six réacteurs.

Les « cinquante de Fukushima » (フクシマ・フィフティ, Fukushima Fifuti, Fukushima Fifty), appelés aussi en France les héros de Fukushima, est le nom donné par certains médias (japonais ou anglophones) à un groupe d'employés de la centrale nucléaire de Fukushima Daiichi. Ils sont restés sur le site le 15 mars 2011 lorsqu'un incendie dans l'unité 4 a forcé à l'évacuation de 750 travailleurs.
Ces cinquante « liquidateurs » de Fukushima ont été rejoints par du personnel supplémentaire dans les jours suivants, mais « Fukushima 50 » est demeuré le terme utilisé par les médias anglo-saxons pour les désigner. Le nombre de travailleurs impliqués est monté à 580 le matin du 18 mars alors que le personnel de la centrale nucléaire de Kashiwazaki-Kariwa et des travailleurs installaient la nouvelle ligne électrique pour l'alimenter. Plus de 1 000 travailleurs, pompiers et soldats œuvraient sur le site le 23 mars,. Les liquidateurs du groupe The Fukushima 50 viennent de Toshiba, Hitachi, des PME locales de Fukushima, Kajima, Kandenko (ja), des pompiers de Tokyo, Osaka 
, Yokohama, Kawasaki et Nagoya,
TEPCO et ses sous-traitants tels que TEP Industry et TEP Environmental Engineering,.

## Conditions de travail
Les conditions de vie dans la centrale sont précaires en matière d'alimentation (biscuits et riz), de dortoir (en salle de réunion). Les travailleurs sont également privés de leur famille.
L'opérateur TEPCO a également admis avoir oublié d'avertir les ouvriers du fort niveau de radioactivité dans l'eau.
Selon El Mundo, les sous-traitants travaillant à Fukushima seraient recrutés notamment par les yakuzas, et dans certains cas, aucun diplôme, aucune qualification ni aucune expérience ne seraient exigés.
D'après Le Monde, leur nombre serait de l'ordre de 3 000 alors que leurs conditions de travail seraient plutôt désavantageuses par rapport aux effets sur la santé ainsi qu'aux risques encourus.
Alors que dans les premiers temps de bons salaires étaient versés aux employés, déjà en 2013, les niveaux de rémunération avaient baissé, alors même que les intermédiaires retiennent une partie du salaire. De ce fait, certains employés cachent leur dosimètre pour faire croire qu'ils n'ont pas atteint la limite et ainsi travailler plus, même si les heures supplémentaires ne sont pas toujours payées.

## Impact sanitaire
À la date du 18 avril, l'Agence Japonaise de Sûreté Nucléaire dénombrait 21 travailleurs ayant reçu des doses supérieures à 100 millisieverts. En réalité, la dosimétrie individuelle des travailleurs n'est pas connue avec précision ; les travailleurs ont partagé les dosimètres, en nombre insuffisant, jusqu'à ce que cette pratique soit révélée par la presse et interdite par les autorités.  
Dans un premier temps, les travailleurs sont officiellement des volontaires à qui on a assigné la mission de stabiliser les réacteurs. Il se peut que Tepco recrute en outre des jumpers, qui accepteraient de prendre une dose significative en échange d'une bonne paye,.
En réalité, que ce soit parmi les sous-traitants ou les précaires du nucléaire, les propositions de Tepco ne font pas fureur. Outre le risque pour leur santé, se pose la question de leur gagne-pain : à la suite de ces interventions et des doses reçues, le personnel ne sera plus autorisé à travailler dans des centrales nucléaires. Pour ceux qui sont des professionnels du nucléaire, c'est la fin de leur carrière et la reconversion professionnelle sera obligatoire.
Les 50 de Fukushima ont accusé le gouvernement japonais d'incohérence dans le traitement des données relatives à leur exposition aux radiations. Ils sont inquiets du fait que le gouvernement ait relevé le taux d'exposition de 100 millisieverts qui était jusqu'ici la norme, à 250 millisieverts dans le cadre de la catastrophe actuelle. De plus, on n'exigerait pas de certains ouvriers d'enregistrer leur niveau d'exposition aux rayonnements, ce qui risque de leur créer des difficultés si leur santé se dégradait. Les liquidateurs ont besoin de connaître ce niveau pour le cas où ils seraient amenés à être en procès avec leur employeur.
Le 14 mai 2011, un travailleur de 60 ans meurt d'une crise cardiaque sur le chantier de la centrale, en ayant commencé sa mission la veille. Le 24 février 2012, les services d'inspection du travail de Yokohama attribuent officiellement sa mort à une charge de travail excessive physiquement et mentalement.

## Préconisation de stockage des cellules
Des médecins préconisent de stocker des cellules de ces travailleurs, pour faciliter par la suite la guérison des maladies à venir.

## Hommage
Dans les années 2010, le journaliste Ryūshō Kadota (ja) écrit un livre sur les cinquante de Fukushima. En 2020, Setsurō Wakamatsu adapte celui-ci au cinéma sous le titre Fukushima 50 (フクシマ フィフティ),,.